# 符璘
符璘（?—?），字元亮，唐朝官员，沂州临沂县（今山东省临沂市）人。
符璘和其父符令奇，都是魏博节度使田悦部将。马燧、李抱真、李芃率军在洹水之战击败田悦，马燧等进屯魏州（治今河北省大名县北）。田悦与李纳会师濮阳（今河南省濮阳市西南），请助兵，李纳分麾下数千人给田悦。李纳被朝廷的河南诸军所逼，从濮阳逃到濮州（治今山东省鄄城县北），向田悦征兵，田悦派遣符璘率三百骑兵护送。李纳回军，符璘率三百骑归降马燧。符令奇让三个儿子同降马燧。田悦大怒，抓住符令奇，符令奇大呼慢骂，田悦族灭其家。朝廷赠符令奇为户部尚书。符璘授试太子詹事、兼御史中丞。后升为特进，封义阳郡王，实封一百户。李怀光反，符璘从马燧征讨有功，入朝为辅国大将军。居环卫十三年。年六十五岁去世。

## 延伸阅读
[在维基数据编辑]
 《舊唐書·卷187下》，出自刘昫《舊唐書》